# Anthony Volpe
Anthony Volpe (Nueva York, Nueva York, 28 de abril de 2001) es un jugador profesional estadounidense de béisbol que se desempeña en la posición de campocorto en New York Yankees, equipo de las Grandes Ligas de Béisbol (MLB).

## Carrera
Fue seleccionado en la primera ronda en el Draft de la MLB de 2019. En 2023 hizo su debut profesional con el equipo New York Yankees, donde lleva jugando dos temporadas.

### Grandes ligas

#### 2023
En 2023, los Yankees invitaron a Volpe a los entrenamientos de primavera como jugador fuera del roster, donde compitió con Oswald Peraza por el papel de campocorto titular.  El 26 de marzo de 2023, los Yankees anunciaron que Volpe se había ganado un lugar en el roster del Día Inaugural del equipo como campocorto titular. 
Volpe registró su primer hit en las Grandes Ligas en el segundo juego de la temporada el 1 de abril. El 14 de abril, Volpe conectó su primer jonrón en las Grandes Ligas.  El 10 de mayo de 2023, Volpe conectó el primer grand slam de su carrera . Se convirtió en el primer campocorto novato de los Yankees en conectar un grand slam. El 13 de mayo, Volpe estableció un récord como el primer jugador en la historia de los Yankees en robar sus primeras 13 bases de su carrera sin ser atrapado. El 23 de mayo, Volpe tuvo su primera aparición en el plato cuando conectó un fly de sacrificio para impulsar la carrera de la victoria contra los Orioles de Baltimore.
Volpe se convirtió en el 15º novato de las Grandes Ligas de Béisbol en registrar 20 jonrones y 20 bases robadas en la misma temporada. Sin embargo, su porcentaje de embase de .283 fue el peor entre los jugadores calificados de la MLB y su tasa de ponches fue la 13º peor de la liga. Terminó su temporada de novato con una línea ofensiva de .209/.283/.383, 21 jonrones, 60 carreras impulsadas, 24 bases robadas y 23 dobles. Volpe recibió un solo voto en la votación de Novato del Año de la Liga Americana , terminando en octavo lugar.  Ganó el Premio Guante de Oro de la Liga Americana en el campocorto, convirtiéndose en el primer novato de los Yankees en ganar el premio. 

#### 2024
Volpe trabajó para mejorar su ofensiva en la temporada baja, nivelando su swing para mejorar su control del bate en la parte superior de la zona. Rápidamente mejoró su perfil ofensivo para comenzar la temporada 2024, reduciendo su tasa de ponches a la mitad mientras aumentaba su tasa de bases por bolas y su porcentaje de embase.  El 1 de abril de 2024, registró su primer juego de cuatro hits. En mayo, registró una racha de hits de 21 juegos, la más larga de un jugador de los Yankees en más de una década. La racha consolidó su papel como el primer bateador regular del equipo durante la primera mitad de la temporada. 